# Gobernación de Somalia
La Gobernación de Somalia (Governorato della Somalia o Governatorato della Somalia, en italiano) fue una de las 6 provincias, en las cuales se subdividía el África Oriental Italiana, como parte del Imperio Italiano. 

## Datos generales
La gobernación correspondía en gran medida al territorio ocupado por la actual Somalia, más una parte correspondiente al sur de la actual Etiopía llamada «región de Ogaden». Fue creado luego de la victoria italiana sobre Etiopía en 1936 y fue ensanchado con el Ogaden poblado por somalíes, pero hasta entonces controlado por los etíopes.
El territorio existió desde 1936 hasta 1941, con una población de casi 1 200 000 habitantes y con capital administrativa en Mogadiscio. En 1936, la capital tenía una población 50 000 habitantes, de los cuales casi 20 000 eran italianos.

## Subdivisiones
La Gobernación de Somalia estaba formada por los Comisariados (oficialmente llamados Commissariati en italiano) de:
- Comisariado del Alto Giuba
- Comisariado del Basso Giuba
- Comisariado del Alto Scebeli
- Comisariado del Basso Scebeli
- Comisariado de Migiurtinia
- Comisariado di Mogadiscio
- Comisariado del Mudugh
- Comisariado del Nogal

## Gobernadores
- 22 de mayo de 1936-24 de mayo de 1936: Angelo De Ruben
- 24 de mayo de 1936-15 de diciembre de 1937: Ruggiero Santini
- 15 de diciembre de 1937-11 de junio de 1940: Francesco Saveno Caroselli
- 11 de junio de 1940-31 de diciembre de 1940: Gustavo Pesenti
- 31 de diciembre de 1940-9 de marzo de 1941: Carlo De Simone